# Pažnja
Pažnja je psihička funkcija koja ima dvije osnovne komponente kojima je se može opisivati i procjenjivati: prva komponenta se odnosi na usmjeravanje i usredotočivanje psihičke energije na određeni objekt (osobu, pojavu i sl.) i ta se komponenta pažnje naziva tenacitet, a druga se važna funkcija pažnje odnosi na sposobnost premještanja naše pažnje s jednog objekta na drugi objekt (pokretljivost, gipkost pažnje), a naziva se vigilitet (vigilnost) ili budnost pažnje.

## Hiperviligna pažnja
Ovaj poremećaj se odnosi na pretjeranu budnost pažnje, tj. na naglašeno premještanje pažnje (psihičke energije) s jednog sadržaja na drugi. Susreće se kod maničnih stanja, ali i kod nekih anksioznih bolesnika.

## Hipoviligna pažnja
Kod ovog stanja bolesnik teško, sporo i s poteškoćom pomjera pažnju s jednog sadržaja na drugi. Razlog tome mogu biti oslabljenost psihičke aktivnosti ili zbog zaokupljenosti nekim psiho-patološkim doživljajima. Stanje se uglavnom javlja kod različitih oštećenja CNS-a i kod depresivnih stanja.

## Hipertenacitet pažnje
To je pojava snažnog fokusiranja i usredotočenja pažnje na samo jedan sadržaj. Ovaj poremećaj se nalazi kod depresivnih bolesnika, ali i kod nekih shizofrenih pacijenata.

## Hipotenacitet pažnje
Hipotenacitet pažnje, ili smanjena mogućnost fokusiranja i održavanja pažnje na nekom sadržaju često je povezana uz poremećaj hipervigiliteta. To znači da je nemogućnost održavanja pažnje na nekom objektu često posljedica jako izraženog premještanja pažnje s jednog sadržaja na drugi. Zbog toga je ovaj poremećaj najčešći u maničnih bolesnika, ali i kod različitih organsko-funkcionalnih oštećenja CNS-a.

## Vanjske poveznice
- Cool-school.net  Arhivirana inačica izvorne stranice od 4. lipnja 2010. (Wayback Machine)